# Vodafone 802SH
Vodafone 802SH（ボーダフォン802SH）はシャープが開発し、ソフトバンク（旧・ボーダフォン日本法人）が販売するW-CDMA通信方式のSoftBank 3Gサービスを利用可能な携帯電話端末である。

## 評判
2.2inchモバイルASV液晶や130万画素デジタルカメラを搭載したミドルレンジ機種であるが、GUIが従来から日本で販売されていた携帯電話端末と大きく違う点が多く、また常時時計が表示されないなど利便性の面で一部旧来の機種より低下した一面があったため、日本市場ではあまり評価されなかった機種である。また同時に発売された3G端末と同様に不具合が目立った。誤動作の多さやインターフェースの酷さ故に機種変から1ヵ月を待たずに他の機種に再度機種変をする人も多く見られた。
上位機の902SHと同様にSIMロックを解除され、大量の即解約や海外転売が発生した。
なお、2011年11月以降にソフトバンクモバイルの音声ネットワーク最適化が予定されており、これにより本機種では通話品質の低下・一部機能制限が生じる可能性があるため、同年10月まで指定機種との無償交換が行われている。